# Рамон Мутис
Рамон Алфредо Мутис (шп. Ramón Mutis; Буенос Ајрес, 12. март 1899 — Кордоба, 12. јануар 1955) био је аргентински фудбалер који је већину каријере провео са Бока Јуниорсом. Играо је и за репрезентацију Аргентине са којом је освојио првенство Јужне Америке 1925. године.
Мутис је започео каријеру у аргентинском клубу Вондерерс. 1920. године придружио се клубу Атлетико Атланта где је био део тима који је 1920. године освојио Копа де Онор.
Мутис се придружио Боки Јуниорс 1923. године, исте године када је дебитовао на репрезентативном нивоу. Са клубом је освојио укупно 9 првенстава. Мутис је имао укупно 237 наступа за Бока Јуниорс, одигравши десет сезона и стекао је надимак "Рамон ел Фуерте (Јаки Рамон)".
Мутис је играо у два издања Копа Америке, победивши на турниру 1925. док је 1926. завршио на другом месту. Био је део репрезентације Аргентине за светски куп 1930, али је играо само у једној утакмици, против Француске.
Мутис се повукао 1932, али се вратио на терен 1936. године и играо за Аргентинос Јуниорс. Постао је играч-тренер Алмагра који је водио до титуле у првенству 2. дивизије 1937. године, а 1940. године био је менаџер тима Аргентинос Јуниорс који је освојио првенство 2. дивизије.

## Трофеји

### Клуб
Бока Јуниорс
- Прва лига Аргентине (5): 1923, 1924, 1926, 1930, 1931.
- Копа Ибаргурен (2): 1923, 1924.
- Копа де Компетенција (1): 1925.
- Копа Естимуло (1): 1926.
- Копа де Онор  (1): 1920.